# Guebwiller
Guebwiller település Franciaországban, Haut-Rhin megyében. Lakosainak száma 11 090 fő (2022. január 1.). Guebwiller Bergholtz, Issenheim, Soultz-Haut-Rhin, Jungholtz, Rimbach-près-Guebwiller, Buhl és Bergholtzzell községekkel határos.

## Népesség
A település népességének változása:
| Lakosok száma | 11 322 | 11 319 | 11 384 | 11 094 | 11 022 | 11 020 | 10 988 | 11 137 | 11 090 |
|               | 2013   | 2015   | 2016   | 2017   | 2018   | 2019   | 2020   | 2021   | 2022   |